# ناتانیل براندن
ناتانیل براندن (انگلیسی: Nathaniel Branden؛ زاده ۹ آوریل ۱۹۳۰ در برمپتون، انتاریو - درگذشته ۳ دسامبر ۲۰۱۴ میلادی در لس آنجلس، کالیفرنیا) روان‌درمانگر و نویسنده‌ای کانادایی-آمریکایی بود که شهرت زیادی به دلیل کار بر روی روانشناسی عزت نفس داشت. او در گذشته با همکاری با آین رند نقش برجسته‌ای در پیشبرد مکتب فلسفی آین رندعینی گرایی داشت.

## راهکارهای افزایش عزت نفس براندن
او یکی از معروف‌ترین روانشناسانی است که در زمینه عزت نفس مطالعه کرده‌است و شش راهکار برای افزایش عزت نفس، معرفی کرده‌است:
1. زندگی آگاهانه (هر آنچه وجود دارد را همان گونه که هست بپذیریم نه آن گونه که می‌خواهیم وجود داشته باشد)
2. خودپذیری (جای اینکه خودمان را تحقیر کنیم، احساسات و افکار و رفتارمان را چه خوب و چه بد بپذیریم و خودمان را دوست داشته باشیم)
3. زندگی مسئولانه (خودمان تصمیم می‌گیریم و مسئولیتش را میپزیریم)
4. ابراز وجود (ابراز وجود یعنی خودمان باشیم و حرفمان رو بزنیم)
5. زندگی هدفمند (باید تصمیمات و رفتارمان با اهداف‌مان هم راستا باشد)
6. یکپارچگی شخصی (انطباق رفتارمان با افکار و باطنمان)
7. دید درستی نسبت به دیگران داشته باشد  خود را برده دیگران نداند